# 21 Лутеция
Вижте пояснителната страница за други значения на 21.
21 Лутеция (на английски: 21 Lutetia) е астероид в астероидния пояс, открит от Херман Голдшмид на 25 ноември 1852 г.
Обикаля около Слънцето за 3 години 292 дни 21 часа, при максимално разстояние от 2,4359 AU. Името идва от Лутеция – древното име на Париж.